# Audrey Horne (groupe)
Pour les articles homonymes, voir Audrey Horne.
Audrey Horne est un groupe de hard rock norvégien, originaire de Bergen. Il est formé en 2002 par des musiciens appartenant déjà à des formations renommées de la scène metal de Bergen. Il emprunte son nom à un personnage de la série Twin Peaks.

## Biographie

### Débuts (2002–2005)
Audrey Horne est formé en 2002 par le chanteur Toschie (Sylvia Wane), Thomas Tofthagen (Sahg), Ice Dale (Enslaved), Kjetil Greve (Deride), Tom Cato Visnes (alias King Ov Hell de Gorgoroth) et Herbrand Larsen (Enslaved). Malgré le pedigree de ses membres, officiant pour certains dans des formations rattachées au black metal, Audrey Horne est dès l'origine destiné à jouer du hard rock mélodique.
Le groupe sort son premier album, No Hay Banda, en 2005. Enregistré au Earshot Studio de Bergen, il est produit par Audrey Horne et le producteur américain Joe Barresi (Kyuss, Melvins, Tool) qui se chargera aussi du mixage. L'album remporte un prix dans la catégorie metal lors de la cérémonie des Spellemannprisen mais, en butte à des problèmes de management, le groupe doit se contenter de quelques dates dans des clubs norvégiens pour en faire la promotion.

### LeFolet changements (2006–2011)
En 2007, Tom Cato Visnes et  Herbrand Larsen quittent le groupe, le premier pour se consacrer à ses activités au sein de Gorgoroth et Sahg, le second pour se concentrer sur son emploi d'instituteur et son poste dans Enslaved (il continuera cependant à assister le groupe pendant ses phases d'enregistrement studio). Joe Baressi n'étant pas disponible, le groupe décide de retourner seul au Earshot Studio. produit par Ice Dale et mixé par Herbrand Larsen, Le Fol sort en août 2007. En 2008, le groupe tourne plus intensivement et pendant l'automne ouvre sur la tournée européenne d'Enslaved. 
En 2009, Espen Lien (Trinacria) est embauché comme bassiste intérimaire. En septembre 2009, le groupe retrouve Joe Barresi, cette fois au studio JHOC à Los Angeles. Leur troisième album, Audrey Horne, sort en février 2010. Au printemps 2011, Audrey Horne tourne en tête d'affiche en Allemagne et en Suisse avant de se produire au Hellfest, puis aux éditions 2012 du Summer Breeze Open Air et du Motocultor Festival. En septembre le groupe ouvre pour la tournée européenne de Kill Devil Hill.

### Derniers événements (depuis 2012)
En 2012, Espen Lien devient un membre permanent du groupe et le groupe signe chez Napalm Records. En janvier 2013 sort Youngblood qui atteint la 10e place des charts norvégiens. Au printemps Audrey Horne tourne de nouveau en tête d'affiche accompagné de Sahg. Durant l'été, ils se produisent au Sweden Rock Festival  et au Hellfest avant une nouvelle tournée en tête d'affiche avec Karma to Burn et Gold. Ils reprendront la route début 2014 en ouvrant pour Grand Magus. Leur cinquième album, Pure Heavy, sort en septembre 2014. 
Le groupe tourne de nouveau en tête d'affiche en Europe en septembre 2014 et septembre 2015. En 2016, ils participent pour la troisième fois au Hellfest.

## Membres

### Membres actuels
- Torkjell « Toschie » Rød - chant (depuis 2002)
- Arve « Ice Dale » Isdal - guitare (depuis 2002)
- Thomas Tofthagen - guitare (depuis 2002)
- Kjetil Greve - batterie (depuis 2002)
- Espen Lien - basse (depuis 2012)

### Anciens membres
- King Ov Hell - basse (2002-2007)
- Herbrand Larsen - claviers (2002-2007)

## Discographie

### Albums studio
- 2005 : No Hay Banda
- 2007 : Le Fol
- 2010 : Audrey Horne
- 2013 : Youngblood
- 2014 : Pure Heavy
- 2018 : Blackout
- 2020 : Waiting for the Night
- 2022 : Devil's Bell

### EP
- 2005 : Confessions and Alcohol